# Lipotriches vulpina
Lipotriches vulpina là một loài Hymenoptera trong họ Halictidae. Loài này được Gerstäcker mô tả khoa học năm 1857.